# Converge (ban nhạc)
Converge là một ban nhạc metalcore người Mỹ từ Salem, Massachusetts thành lập năm 1990. Ban nhạc gồm các thành viên là Jacob Bannon (vocal), Kurt Ballou (guitar), Nate Newton (guitar bass) và Ben Koller (trống). Âm nhạc của họ là sự kết hợp của hardcore punk và heavy metal. Theo Allmusic, Converge "được xem là một trong những ban nhạc mới mẽ và sáng tạo nhất nổi lên từ giới nhạc ngầm punk".

## Lịch sử
Converge thành lập vào mùa đông năm 1990 bởi Jacob Bannon và Kurt Ballou. Họ bắt đầu bằng việc chơi lại các bản nhạc hardcore punk, punk rock và heavy metal. Ban nhạc bắt đầu biển diễn trực tiếp năm 1991, sau khi thu âm một vài bản demo.
Converge có độ nổi tiếng tương đối. Sự phổ biến của họ bắt đầu tăng lên với việc phát hành Jane Doe, album này được Sputnikmusic xếp ở vị trí số một trong danh sách "Top 100 Albums of the Decade". Converge phát hành Axe to Fall ngày 20 tháng 10 năm 2009. Album được tiếp nhận nồng nhiệt, Decibel Magazine khẳng định rằng đây là tác phẩm hay nhất của ban nhạc từ Jane Doe. Pitchfork cho album 8.5/10 và cho rằng Converge là "Black Flag của thế hệ này." Ngày 1 tháng 1 năm 2012, Converge công bố rằng họ đã hoàn thành việc sáng tác album phòng thu thứ tám, có tiêu đề All We Love We Leave Behind. All We Love We Leave Behind được phát hành ngày 19 tháng 10 năm 2012.

## Thành viên
Hiện tại
- Jacob Bannon – vocal (1990–nay)
- Kurt Ballou – guitar, vocal, guitar bass, keyboard, theremin (1990–nay)
- Nate Newton – guitar bass, vocal (1999–nay)
- Ben Koller – trống (1999–nay)

Trước đây
- Jeff Feinburg – guitar bass, guitar (1991–1997)
- Damon Bellorado – trống (1991–1999)
- Erik Ralston – guitar bass (1993)
- Aaron Dalbec – guitar (1994–2001)
- Stephen Brodsky – guitar bass (1997–1998)
- John DiGiorgio – trống (1999)

## Đĩa nhạc
- Halo in a Haystack (1994)
- Petitioning the Empty Sky (1996)
- When Forever Comes Crashing (1998)
- Jane Doe (2001)
- You Fail Me (2004)
- No Heroes (2006)
- Axe to Fall (2009)
- All We Love We Leave Behind (2012)